# Portrait de Francisca Sabasa García
Le portrait Sabasa Garcia  (1804) est une huile sur toile de Francisco de Goya conservée à la galerie nationale d’art de Washington.

## Contexte
Dans les années 1790, Francisco de Goya était devenu un peintre à la mode, dont les portraits étaient très demandés, tant par l’aristocratie que par la haute bourgeoisie madrilène. D’après Arte Historia, le peintre avait reçu commande d’un portrait de l’oncle de la jeune fille, don Evaristo Pérez de Castro, lorsqu’il la vit et demanda à en faire le portrait. Il s’agit de María García Pérez de Castro, âgée de 16 ans et familièrement surnommée Sabasa.

## Analyse
La jeune fille est représentée au centre de la toile dans des tons clairs et or sur fond sombre, vêtue d’un châle et d’une gaze légère. Le visage rosé est la partie la plus claire de la toile. Cette composition, et l’absence de bijoux ou d’ornement centrent le regard du spectateur sur les yeux de la jeune fille, qui l’observe en retour. 
Le peintre a tenu à représenter ses bras croisés qui capte ici l’intimité de la jeune Sabasa, anticipant le romantisme.